# Rocablanca (paratge)
Rocablanca, en els mapes del Cadastre esmentada com a Faia, és un paratge del terme municipal d'Abella de la Conca, a la comarca del Pallars Jussà, en territori del poble de la Rua.
És el territori situat al nord-oest de la cinglera de Rocablanca i al sud-oest de la Rua, a l'extrem sud-oriental del terme d'Abella de la Conca.
En bona part, coincideix amb la partida rural del Bosc.